# 呂澂
呂澂（1896年1月10日—1989年7月8日），譜名鍾渭，原名渭，字秋逸，又作秋一、秋子、鶖子，男，江蘇鎮江丹陽人，中国佛學家，與其師歐陽漸共同創辦支那內學院，復興了唯識學。其兄為畫家呂鳳子，與語言學家呂叔湘同族。
呂澂精於英、日、梵、藏、巴利文等語言，長於佛教文獻比對與義理探討。呂澂對印度佛學及藏傳佛學有深入的造詣，在佛學研究方面上與印順法師齊名。

## 生平
少年時的呂澂，就讀江蘇鎮江縣立中學，畢業後進常州高等實業學校農科，並考入江蘇南京民國大學經濟系。1914年，至金陵刻經處，隨歐陽漸居士研讀佛學。
1915年，赴日本修讀美學，次年歸國，受劉海粟之邀任上海美術專科學校之教務部教務長。是時21歲，已撰有「美學淺說」、「現代美學思潮」、「美學概論」等著作。
1918年，協助歐陽漸創辦支那內學院。1922年，支那內學院于南京正式創立，呂澂長駐此院，進行佛學研究。1924年支那内学院创办《内学》年刊，呂澂曾在此發表多篇著作。1937年，因抗日戰爭，支那內學院遷至四川。1943年，歐陽漸病故，由呂澂接任院長與教務主任，繼續在四川教學研究。中華人民共和國建立後，學院於1952年停辦，之後成為中國佛教協會常務理事。
后任中国人民政治协商会议第二、三、四、五、六届委员，中国科学院哲学社会科学学部委员，中国佛教协会常务理事。
1966年，71岁的呂澂因文革避居江苏故居，后再迁于北京清华园，直至1989年7月逝世，雖然身體康健，但為避禍，此段時期沒有新作品問世。

## 學術成就
吕澂指出，中国佛学的核心思想，有关心性本淨方面的理论，虽然源自印度，但是从北魏以来，通过中国佛教思想家的变通、调和乃至别有用心的改造，终于生成与印度不同的理论体系。“本净”是明净、寂净之意，是不与嚣动的烦恼同类，而“本觉”则是指自性具有智慧、真知而言。由此，就解脱成佛的角度讲，“本净”是“可能的”、“應然的”，而“本觉”则是“现实的”、“已然的”。就佛教实践角度讲，印度佛学“本净说”，汉语佛学“本觉说”，两者在价值意向上是根本不同的。吕澂力辨两者思想截然相异：“性寂”为“革新”；“性觉”为“返本”。前者以“境界依”，可以为道日进、以达解脱之圣域；后者误“情性为性觉”，扩充之即成标榜个我、反致沉沦之绝渊。
吕澂深谙英、日、梵、藏、巴利等语，治学领域广泛，不仅涵盖印度、中国与西藏的三系佛学，而且对梵藏佛典的校勘及版本目录等文献学亦极为精审。吕澂的批判精神更多地表现在追溯佛法本源上，他的考典，是由华译本而上溯藏译本与巴利本，梵本，欲求接近佛陀之“圣言量”，而后假“圣言量”作为改革佛教的思想泉源，因此复古背后的目的实亦涵摄了创新的成分。

## 爭議
呂澂根據《楞伽經》魏譯本與劉宋譯、唐譯二本之間，有些地方存在由於根本教理分歧而導致的明顯差異，認為這是出自菩提流支的誤解，而《大乘起信論》於此等處完全同於魏譯本，可斷定《大乘起信論》是根據魏譯《楞伽經》而寫作，因而此論是在中國寫成，並推測其可能出自修習“一行三昧”的禪宗四祖道信宗門之中。
現代學者如程恭讓、陳玉萍等依據梵文本《楞伽經》對呂澂的考證進行了認真審視。程恭讓針對呂澂在魏譯《楞伽經》找到的“錯誤”翻譯，將其對應梵文與三種漢譯本之翻譯進行了比較，認為魏譯本與梵文本雖略有不同，但並非如呂澂所說「全盤錯了」。有关諍論距離蓋棺定論仍爲時尚早。
呂澂認為《楞严经》是偽經，著《楞嚴百偽》文章，引起眾多漢傳佛教信徒對他的不滿。呂澂認為「《楞嚴》一經，集偽說之大成」，他寫作了〈楞嚴百偽〉一文，對《楞嚴經》提出了101個疑問，從各種角度來證明它是偽作。
因歷史上，清末知識份子對「考據」或辨偽特別用力與著墨，甚至太激。故也有一說認為，呂先生對於佛學之考偽用力甚深，而過於考究偽經之力。

## 著作
- 《佛教研究法》
- 《聲明畧》
- 《因明綱要》
- 《因明入正理論講解》
- 《印度佛学源流略讲》
- 《中国佛学源流略讲》
- 《吕澂佛学论著选集》
- 《西藏佛学原论》